# Thomas Allgood
Thomas Allgood (Kettering, 1640 – Pontypool, 1716) è stato un inventore e decoratore inglese.

## Biografia
Thomas Allgood nacque nel 1640 a Kettering, nel Northamptonshire, e la sua fama è legata all'invenzione del metodo di decorazione di superfici metalliche denominato japanning.
Thomas Allgood fu attivo a Pontypool nel Galles, ai tempi del regno di Carlo II d'Inghilterra (1659–1683).
Il suo metodo, ispirato a quello giapponese della lacca su legno, influenzò la produzione decorativa inglese e francese del XVIII secolo e del XIX secolo, soprattutto nel settore del mobilio e nella produzione di papier mâchê.
Thomas Allgood inventò il suo metodo per laccare oggetti di ferro, anche se la sua tecnica non si dimostrò efficace sul ferro e il suo metodo fu utilizzato sulla lamiera zincata.
La produzione sfruttante il metodo japanning fu intensificata quando nel 1730 venne fondata una fabbrica dal figlio Edward Allgood (1681–1763), assieme al fratello John, che si ritirò nel 1761 lasciando l'attività ad un figlio; invece altri due figli abbandonarono Pontypool e fondarono ad Usk una fabbrica concorrente, specializzata nella laccatura su toni cioccolata, classica in numerose scatole da tè e molti vassoi inglesi, che operò fino al 1870.
Il metodo del japanning, caratterizzato da una durevole e luminosa pittura su metallo, consentì di realizzare oggetti decorati con temi floreali o sceneggiati.
Questo metodo ottenne un rinnovato successo anche nel XIX secolo, perché consentiva di estendere il gusto decorativo tradizionale ai prodotti nella nuova età industriale.
La tecnica japanning doveva seguire, in linea di massima, le seguenti fasi di lavorazioni:
- Durante la prima fase le barre di ferro venivano rotolate in fogli sottili;
- Le lamiere di ferro ricevevano un processo di pulizia e venivano inserite in una latta calda, che produceva un sottile strato resistente alla ruggine;[4]
- I fogli a questo punto venivano immersi nella segale in fermentazione, che agiva come un acido. Questo fatto consentiva una perfetta pulizia del foglio rendendolo pronto alla decorazione;
- I fogli venivano successivamente tagliati a strisce, che potevano essere modellati in vari oggetti. Per quanto riguarda gli strumenti utilizzati per modellare gli oggetti, è possibile che fossero simili a quelli usati oggi dagli argentieri;[4]
- Quindi si applicava uno strato di vernice a base di una miscela di olio di lino, terra d'ombra e uthrage (una forma di polvere di carbone), e l'oggetto veniva cotto in un forno che convertiva la vernice in una superficie dura, lucida e nera;
- Ora l'articolo era pronto per essere decorato, talvolta preceduto dall'aggiunta di un rivestimento tartarugato;[4]
- Quindi si applicavano numerose mani di vernice;
- L'articolo era pronto per una nuova cottura, che gli conferiva una superficie molto resistente.[4]